# Alicia Yánez Cossío
Alicia Yánez Cossió (Quito, 10 septembre 1928,) est une poétesse, romancière et journaliste équatorienne.  

## Biographie
Yánez Cossió vit en Espagne à partir de 1951. Elle s'y marie en 1952 à un cubain, qui la laisse veuve en 1993. Elle voyage à de nombreuses reprises à Cuba au cours des années 1950. Le couple s'installe à Cuba avec leurs quatre enfants en 1959 afin de participer à la construction du premier pays socialiste d'Amérique latine, mais en repart déçu par la tournure prise par le nouveau régime de Fidel Castro. Les poèmes écrits à Cuba par Yánez Cossió entre 1957 et 1961 lui sont confisqués à sa sortie du pays. Elle les réécrit en 1998 et les fait éditer sous le titre « Portraits cubains » (retratos cubanos). 
Pour son œuvre, elle reçoit plusieurs prix, dont le Prix Sor Juana Inés de la Cruz (1996), qu'elle est la première équatorienne à recevoir, et le Prix Eugenio Espejo (2008). Ses romans, dont le style a été qualifié de réalisme magique féministe, sont imprégnés de thèmes comme la solitude, l'intolérance, le poids des traditions. Ses personnages luttent malgré ces freins pour obtenir une existence meilleure et plus authentique. Son œuvre comprend des recueils de poèmes (Lucioles (1949), De la sangre y del tiempo (1964), retratos cubanos (1998)...), des romans (Bruna, Soroche y los tíos (1971), Yo vendo unos negros (1979), Más allá de las islas (1980)) et des recueils de contes (El beso y otras fricciones (1974)...).